# Albert Bouvy
Pour les articles homonymes, voir Bouvy.
Albert Louis Joseph Bouvy, né le 7 janvier 1857 à Tourcoing et mort le 1er décembre 1938 à Roubaix, est un architecte français.

## Biographie
À l'instar de Paul Vilain, il poursuit ses études aux écoles des arts Saint-Luc.
Il collabore avec Louis Barbotin et Georges Aumont, architecte paysagiste.
Il est décrit comme « acteur notable de la ville » de Roubaix.
Ses bureaux sont situés 33, rue de l'Espérance.
Selon une publicité légale de 1936, il occupe le siège social de la société des épargnants fonciers au 10, rue Mimerel.
Il est membre de la société des architectes du Nord de la France.
Il meurt le 1er décembre 1938 à son domicile du 48 rue du Maréchal-Foch,. Ses funérailles ont lieu le 3 à l'église Saint-Martin.

## Réalisations
- 1885 : château du comte René d'Hespel à Bondues, mentionné au catalogue du salon des artistes français (SAF) de 1911
- 1889 : maison de retraites spirituelles du Hautmont[8] à Mouvaux
- 1892 : hôtel privé à Comines[9] dont Paul-Joseph-Victor Dargaud fournit deux illustrations
- 1893 : entrepôt public dit condition publique des matières textiles de Roubaix[10]
- 1894 : bains municipaux, 31 rue Pierre-Motte[11] - démolis en 1986
- 1896 : maison de maître, 7 rue Mimerel à Roubaix, dans laquelle il est rapporté que l'actrice Yvonne Furneaux a vécu[12]
- 1900 : bâtiment de conditionnement à Roubaix[13]
- 1907 : pavillon des « Vieux ménages » de l'hospice Barbieux à Roubaix[14],[15]
- 1912 : bâtiment de la Goutte de lait de Roubaix, 31, boulevard du Général-Leclerc[16]
- 1928 : pavillon des sports

## Famille
Albert Bouvy et Mme née Louise Desbonnets († 21 mai 1935) ont quatre fils, Georges, Albert Alfred Léon, architecte (dit Bouvy fils), André, statuaire et Léon, artiste sculpteur. En juin 1909, lors du mariage du fils Albert Bouvy-Wattel, le sculpteur Corneille Theunissen assiste à la cérémonie religieuse.
Louise Desbonnets a été internée au camp d'Holtzminden et a reçu à ce titre la médaille de la reconnaissance française et des victimes de l'invasion.
Sur Roubaix, leur fils Léon († 7 juin 1941), sculpteur, élève de Giacomo Merculiano (en), dépose au SAF de 1911 une statue de plâtre de « chien de berger gwenendal » (no 3148),.SAF 1910

## Bouvy fils, architecte
Albert Bouvy-Wattel (Bouvy fils) est associé à quelques réalisations au Touquet-Paris-Plage du duo Jean Pers et Jean Ferlié.
Bouvy fils est né le 2 juin 1886 à Roubaix, rue de l'Espérance et mort le 24 août 1960 à Lille.
Il est établi 48 rue Neuve, déclaré sans profession le jour de son mariage le 7 juin 1909. Lors de la déclaration de la naissance de son fils aîné Albert Paul Marie Joseph le 25 avril 1910, il est architecte demeurant au 9, rue Charles-Quint.
Son nom est cité à côté de celui de son père dans le catalogue de la 129e exposition du SAF de 1911.
Avant son départ vers la Côte d'Azur, son éventuel séjour à Paris-Plage pourrait trouver sa source dans la présence d'un parent proche qui y résidait : Marie-Hélèle Wattel (parente par sa femme) y est morte en 1937.
Bouvy fils part à Nice en 1938 (année de mort de son père) où il se marie deux fois le 8 juin 1938 et le 24 octobre 1960. Sa carrière d'architecte, qui se poursuit jusqu'aux années 1950, demeure obscure.
Albert Bouvy-Wattel a un second fils né le 27 juin 1911 : Roger Albert Marie Joseph. Marie Paule Joseph Bouvy naît le 27 juillet 1913.
Réalisations
- Le pavillon des sports du stade Amédée-Prouvost[24], Wattrelos
- Villa 24, rue Léon-Garet au Touquet-Paris-Plage (en association)

## Bouvy architectes: homonymies
Un Bouvy, démissionnaire en 1908 de l'ENSBA, actif en 1927 est décrit par l'INHA sans certitude sur sa véritable identité. Cité à l'annuaire, promotion 1906.2, à l'école, passé par l'atelier de Jules Batigny à l'école régionale de Lille.
Charles Bouvy est recensé en 1938 architecte diplômé par l'État (DAD/SADE) 4 rue du Niger, Paris 12e, officier de l'Instruction publique. Elève d'Eugène Train et de Charles Genuys; d'Henri-Marcel Magne et d'Anatole de Baudot.